# Наукова фотографія

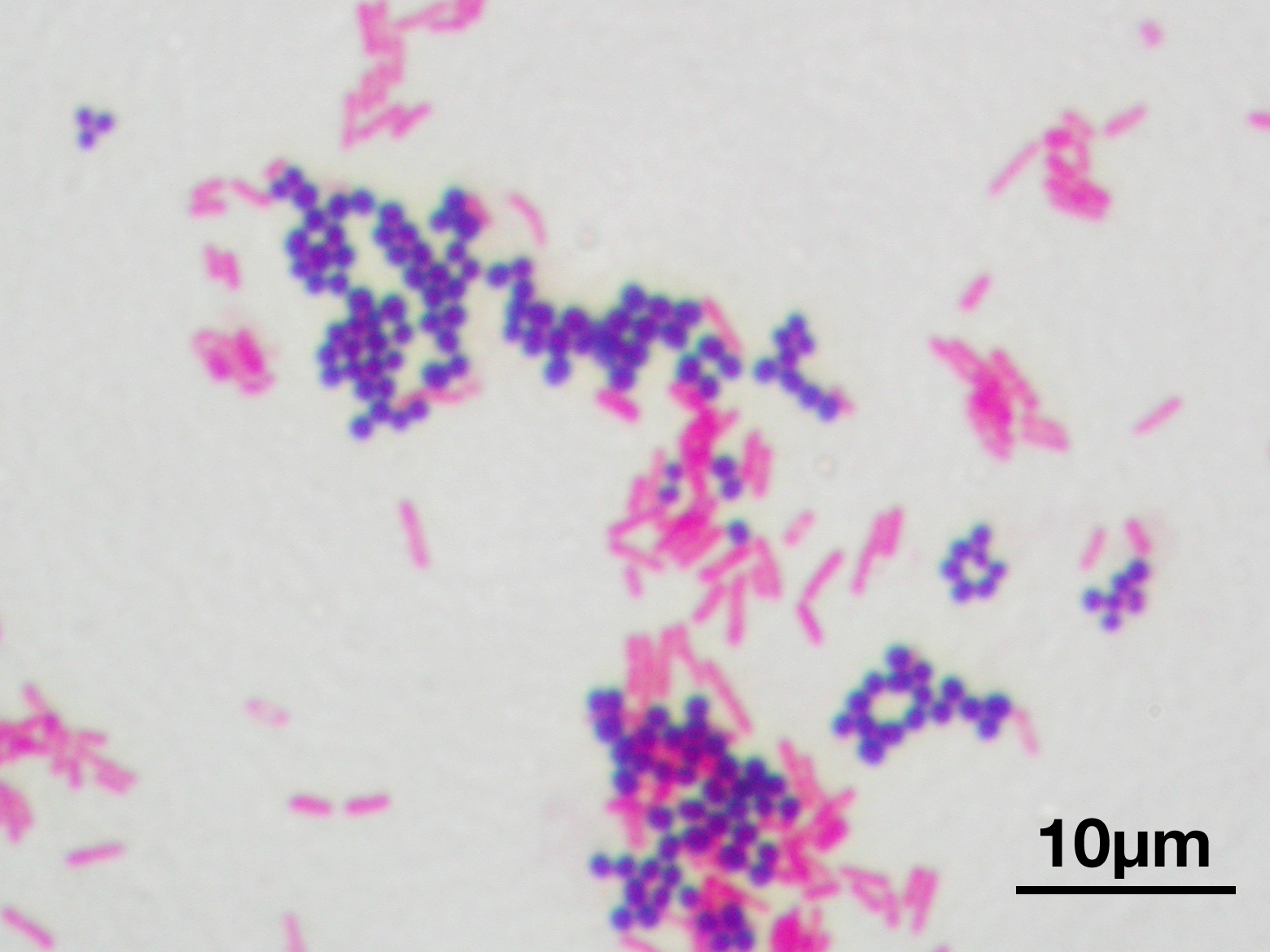
Приклад наукової фотографії: мікроорганізми, забарвлені за Грамом під мікроскопом. У нижньому кутку кадру — індикатор масштабу

Наукова фотографія — вид фотографії, що здійснюється для проведення наукових досліджень. Широко використовується практично у всіх галузях природничих та прикладних наук.

## Види наукової фотографії

### Фотореєстрація предметів у видимому світлі
Найбільш поширений вид наукової фотографії. Застосовується практично у всіх галузях наук. Метою фотореєстрації є збереження образу об'єкта зйомки в заданий момент часу з метою подальшого аналізу характеристик об'єкта, таких як лінійні та кутові розміри, взаємне розташування частин, яскравість, колір, прозорість окремих ділянок.
Для цього виду зйомки може використовуватися як фотоапаратура загального призначення, так і спеціалізовані камери. Під час фотореєстрації важливим є точне знання масштабу зображення та параметрів зйомки. Це досягається зйомкою одночасно з об'єктом спеціалізованої висококонтрастної масштабної лінійки або сітки, а також документування параметрів зйомки в журналі. Під час зйомки часто використовуються світлофільтри.

### Фотореєстрація осцилограм
До появи цифрових осцилографів основним способом реєстрації осцилограм був фотографічний. Випускалися як спеціальні фотоосцилографи (світлопроменеві з безпосереднім записом на фотоматеріал, електронно-променеві об'єднані з фотографічною камерою), так і спеціальні приставки до звичайних осцилографів, що дозволяють знімати осцилограми на екрані дзеркальним фотоапаратом. Електронно-променеві трубки осцилографів, призначених для фотозйомки осцилограм, мали не зелений, а синій колір свічення екрану, оскільки фотоплівки чутливі в основному до короткохвильової області спектру.

### Фотореєстрація спектрограм

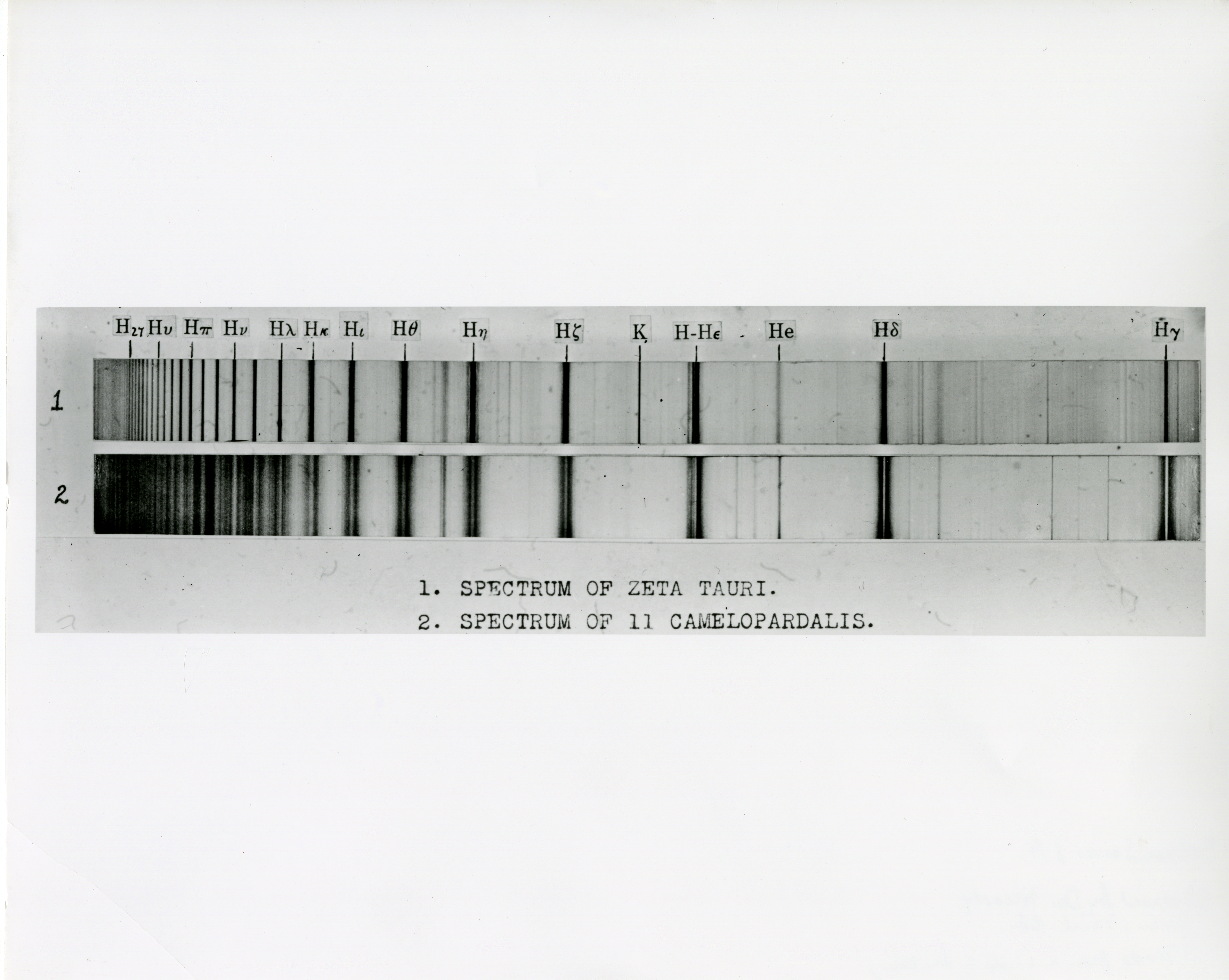
Фотографія спектру з добре видимими фраунгоферовими лініями

Знаходить застосування в оптичній спектрометрії. Здійснюється за допомогою спеціалізованих камер фотоплівки, сенсибілізовані в широкому спектрі довжин хвиль. наразі здійснюється за допомогою світлочутливих ПЗЗ лінійок.

### Фотореєстрація в інфрачервоному та ультрафіолетовому діапазонах
Знаходить застосування у випадках, коли необхідно досліджувати оптичні характеристики об'єкта в невидимих областях електромагнітного випромінювання. Реалізується за допомогою спеціальних камер, що мають прозорі об'єктиви для інфрачервоної (ультрафіолетової) частини спектру. Зйомка виконується лише зі світлофільтрами.

### Рентгенівська фотографія (рентгенографія)
Використовується у додатках інтроскопії, рентгеноструктурного аналізу, астрофізиці. Головну проблему становить практична неможливість фокусування рентгенівського випромінювання. Тому знімки в рентгенівському промені виконуються на фотоматеріали великих розмірів.

### Фотореєстрація іонізуючих частинок
Фотографічні матеріали, як правило, чутливі до іонізуючих частинок. Ця чутливість може бути обумовлена як безпосереднім впливом іонізуючої частинки на молекули фотографічної емульсії або електронні компоненти осередку цифрової фотоматриці, так і опосередковано через оптичне випромінювання, що створюється при взаємодії іонізуючої частинки з речовиною (люмінесценція, випромінювання Черенкова).